# Haltérophilie aux Jeux olympiques d'été de 1952
Navigation
Londres 1948 Melbourne 1956
Les épreuves d'haltérophilie lors des Jeux olympiques d'été de 1952 ont eu lieu du 9 au 27 juillet 1952 à Helsinki en Finlande. Les compétitions rassemblent 142 athlètes, issus de 41 fédérations affiliées au Comité international olympique. Les épreuves se déroulent toutes au sein du gymnase de Töölö. Sept finales figurent au programme de cette compétition, toutes masculines, soit une de plus que lors de la précédente édition des Jeux à Londres en raison de l'ajout de la catégorie des poids mi-lourds.

## Tableau des médailles
| Rang  | Nation            | Or | Argent | Bronze | Total |
| ----- | ----------------- | -- | ------ | ------ | ----- |
| 1     | États-Unis        | 4  | 2      | 0      | 6     |
| 2     | Union soviétique  | 3  | 3      | 1      | 7     |
| 3     | Iran              | 0  | 1      | 1      | 2     |
| 4     | Canada            | 0  | 1      | 0      | 1     |
| 5     | Trinité-et-Tobago | 0  | 0      | 2      | 2     |
| 6     | Argentine         | 0  | 0      | 1      | 1     |
| 6     | Australie         | 0  | 0      | 1      | 1     |
| 6     | Corée du Sud      | 0  | 0      | 1      | 0     |
| Total | Total             | 7  | 7      | 7      | 21    |

## Résultats
| Catégorie      | Or                                  | Argent                            | Bronze                           |
| Moins de 56 kg | Ivan Udodov Union soviétique        | Mahmoud Namdjou Iran              | Ali Mirzai Iran                  |
| 56-60 kg       | Rafael Chimishkyan Union soviétique | Nikolai Saksonov Union soviétique | Rodney Wilkes Trinité-et-Tobago  |
| 60-67,5 kg     | Tommy Kono États-Unis               | Yevgeni Lopatin Union soviétique  | Vern Barberis Australie          |
| 67,5-75 kg     | Pete George États-Unis              | Gerald Gratton Canada             | Kim Sung-Jip Corée du Sud        |
| 75-82,5 kg     | Trofim Lomakin Union soviétique     | Stanley Stanczyk États-Unis       | Arkadi Vorobyev Union soviétique |
| 82,5-90 kg     | Norbert Schemansky États-Unis       | Grigori Novak Union soviétique    | Lennox Kilgour Trinité-et-Tobago |
| Plus de 90 kg  | John Davis États-Unis               | James Bradford États-Unis         | Humberto Selvetti Argentine      |